# Эзне
Эзне (фр. Aizenay) — коммуна на западе Франции, регион Пеи-де-ла-Луар, департамент Вандея, округ Ла-Рош-сюр-Йон, кантон Эзне. Расположена в 15 км к северо-западу от Ла-Рош-сюр-Йона и в 54 км к югу от Нанта, в 17 км от автомагистрали А87. 
Население (2019) — 9 881 человек.

## Достопримечательности
- Церковь Святого Бенедикта (Сен-Бенуа) начала XX века

## Экономика
Структура занятости населения:
- сельское хозяйство — 3,7 %
- промышленность — 25,0 %
- строительство — 12,1 %
- торговля, транспорт и сфера услуг — 39,8 %
- государственные и муниципальные службы — 19,5 %

Уровень безработицы (2018) — 7,8 % (Франция в целом —  13,4 %, департамент Вандея — 10,5 %). 

Среднегодовой доход на 1 человека, евро (2019) — 21 750 (Франция в целом — 21 730, департамент Вандея — 21 550).

## Демография
Динамика численности населения, чел.

## Администрация
Пост мэра Эзне 2001 года занимает Франк Руа (Franck Roy). На муниципальных выборах 2020 года возглавляемый им правый список был единственным.
| Период | Период | Фамилия       | Партия                                  | Примечания                                                 |
| ------ | ------ | ------------- | --------------------------------------- | ---------------------------------------------------------- |
| 1972   | 1983   | Ив Ожер       |                                         |                                                            |
| 1983   | 2017   | Бернар Перрен | Союз за народное движение Разные правые | банковский служащий, член Генерального совета департамента |
| 2017   |        | Франк Руа     | Разные правые                           | государственный служащий                                   |